# 亡霊星域
『亡霊星域』（ぼうれいせいいき、Ancillary Sword）は2014年10月に出版されたアメリカの作家アン・レッキーによるサイエンス・フィクション小説。本作はレッキーの2013年の『叛逆航路』で始まり、2015年の『星群艦隊』で終わる<<叛逆航路>>ユニバース三部作の2作目である。本作は一般的に好評を持って迎えられ、英国SF協会賞 長編部門およびローカス賞 SF長編部門を受賞し、ネビュラ賞およびヒューゴー賞にノミネートされた。

## あらすじ
ラドチの支配者、あるいは帝国のこれ以上の軍事的な拡張に反対するその人格の一部であるアナーンダ・ミアナーイはブレクを養子に迎えて艦隊司令官に任命し、軍艦＜カルルの慈（めぐみ）＞の指揮権を与え、遠隔のアソエク星系防衛の任務につける。ブレクの部下にはブレクの古い同志であるセイヴァーデンおよびアーナンダ自身の属躰コピーであることが明らかになる若いティサルワット副官などがいる。ティサルワットがアナーンダの属躰であることをブレクが認識した後、ブレクはティサルワットの属躰インプラントを取り除き、ティサルワットが独立した人格を発展できるようにした。
アソエク・ステーションでブレクは、かつて愛し、アナーンダの命令で殺すことになった＜トーレンの正義＞でのブレクの士官だったオーン副官の妹のバスナーイドを探し出す。ブレクはステーションに＜アタガリスの剣＞（ブレクの名目上の部下であるヘトニス艦長が指揮する、ステーションにいるもう一隻の軍艦）の属躰との乱闘中に殺される蛮族（エイリアン）プレスジャーの通訳士ドゥリケと出会う。ブレクとヘトニスは強力なエイリアンを宥めるために、ラドチに併呑された他の世界からの追放者を労働者として農奴制に似た条件で拘束する大茶園主フォシフの屋敷で正式にもに服す。フォシフの口の悪い後継者ロードによる攻撃を生き延びたブレクは、何者かが停滞状態の追放者を誘拐しており、おそらく属躰の乗組員を補充しようとしている古代の軍艦だろうと疑う。もう一方のアナーンダ・ミアナーイに仕えているらしきヘトニスと＜剣＞はブレクに対して敵対行動を起こすが、ブレクがヘトニスを人質にしたために鎮圧される。

## 評価

### 評論家の反応
オンライン雑誌 Tor.com のリズ・バークは『亡霊星域』をレッキーのデビュー長編を超えるもので、スリラー／スペースオペラである前作よりもキャラクターに焦点を当てた「権力、アイデンティティ、道徳に関する拡大瞑想」で、レッキーの広く深い世界観が表れていると評価している。しかし、バークは本作が「ある程度、ミドル・ブック・プロブレムの餌食」になっており、過去と現在のカットバックになっていないために物語が遅く感じられると考えた。io9 でアナリー・ニューウィッツはこの小説を「一流の世界構築と、人権、植民地主義、そして（そう）共有精神のセックスに関する一連の豊富なサブテキストを備えた魅力的な読み物」として評価したが、強力な物語の繋がりがないことを指摘し、ブレクの「汝よりも聖なる見せかけ」がリアルなキャラクターの特徴である両義性の印象を弱めていると指摘している。
Kirkus Reviews 誌はこの小説を「焼き直しのようなものだが、それでも面白い」と評した。レビュアーはブレクのキャラクターの人間になりたい（サイエンス・フィクションでは一般的な比喩的用法）と言うよりも人間の身体のなかでは「孤独と限界」を感じている元AIという設定を評価しつつも、レッキーの高度に階層化した社会の描写における「うなるほど明白な道徳」を指摘している。N・K・ジェミシンはニューヨークタイムズで同様に「真に人間離れした」ブレクの他者理解の困難さと、「テクノロジーによって障がい者が完全になり、非人間が不可解にも人類を切望する」と言うSFの比喩表現への挑戦を小説のもっとも強力な要素として焦点をあてた。
NPRは前作と比較して「『亡霊星域』はかなり満足のいくものだが、別の野獣だ」と指摘し、「『亡霊星域』は『叛逆航路』よりも直接的に政治的である」と述べている。カナダのナショナル・ポストのレビュアーは1作目を指して全て女性代名詞の使用を「ほとんど疎外感のあるトリック」と呼んだが、「『亡霊星域』の終わりには気にならなくなった」と述べて表現を受け入れた。The Portsmouth Review は感情とAIの融合を評価し、このシリーズが「人工知能ジャンルにおいて、人工知能と人間の感情とを完璧に融合させることにより支配的なものとなっている」と述べている。

### 受賞
『亡霊星域』は2014年の英国SF協会賞 長編部門および2015年のローカス賞 SF長編部門を受賞した。また、2014年のネビュラ賞および2015年のヒューゴー賞にノミネートされた。